# Proceder (album TSA)
Proceder – album zespołu TSA wydany w kwietniu 2004 roku nakładem wytwórni Metal Mind. Płyta dotarła do 2. miejsca listy OLiS w Polsce.
Nagranie zostało zrealizowane W Studio 7 w Piasecznie od 15 stycznia 2004 do 2 lutego 2004. Mix w Studio S-4 w Warszawie od 3 lutego 2004 do 15 lutego 2004. Realizacja i Mix: Marcin Gajko. Produkcja muzyczna: Stefan Machel. Mastering: Tom Meyer – Master & Servant GmbH, Hamburg.

## Lista utworów
Opracowano na podstawie materiału źródłowego.
1. „Spóźnione pytania” – 5:04
2. „Tratwa” – 5:20
3. „Proceder” – 3:57
4. „Twoja szansa I” – 4:04
5. „Twoja szansa II” – 4:52
6. „Matnia” – 6:02
7. „To nie jest proste” – 7:40
8. „Mój cień omija mnie” – 4:13
9. „List xx” – 3:53
10. „Płonę, płonę” – 5:54
11. „Tak – nie” – 5:07

(na edycji specjalnej)
1. „List xx” (radio edit)
2. „Marsz wilków” (rave mix)
3. „Proceder” (videoclip)
4. „Proceder” (video live)

## Twórcy
Opracowano na podstawie materiału źródłowego.
- Marek Kapłon – perkusja
- Stefan Machel – gitara
- Janusz Niekrasz – gitara basowa
- Andrzej Nowak – gitara
- Marek Piekarczyk – śpiew